# Beala Voda, Burgas
Beala Voda (în bulgară Бяла Вода) este un sat în comuna Malko Tărnovo, regiunea Burgas,  Bulgaria. 

## Demografie
Componența etnică a satului Beala Voda
     Nicio identificare (100%)
     Altele (0%)
La recensământul din 2011, populația satului Beala Voda era de 38 locuitori. . Pentru 100,0% din locuitori nu este cunoscută apartenența etnică.